# Basketbal op de Olympische Zomerspelen 2020

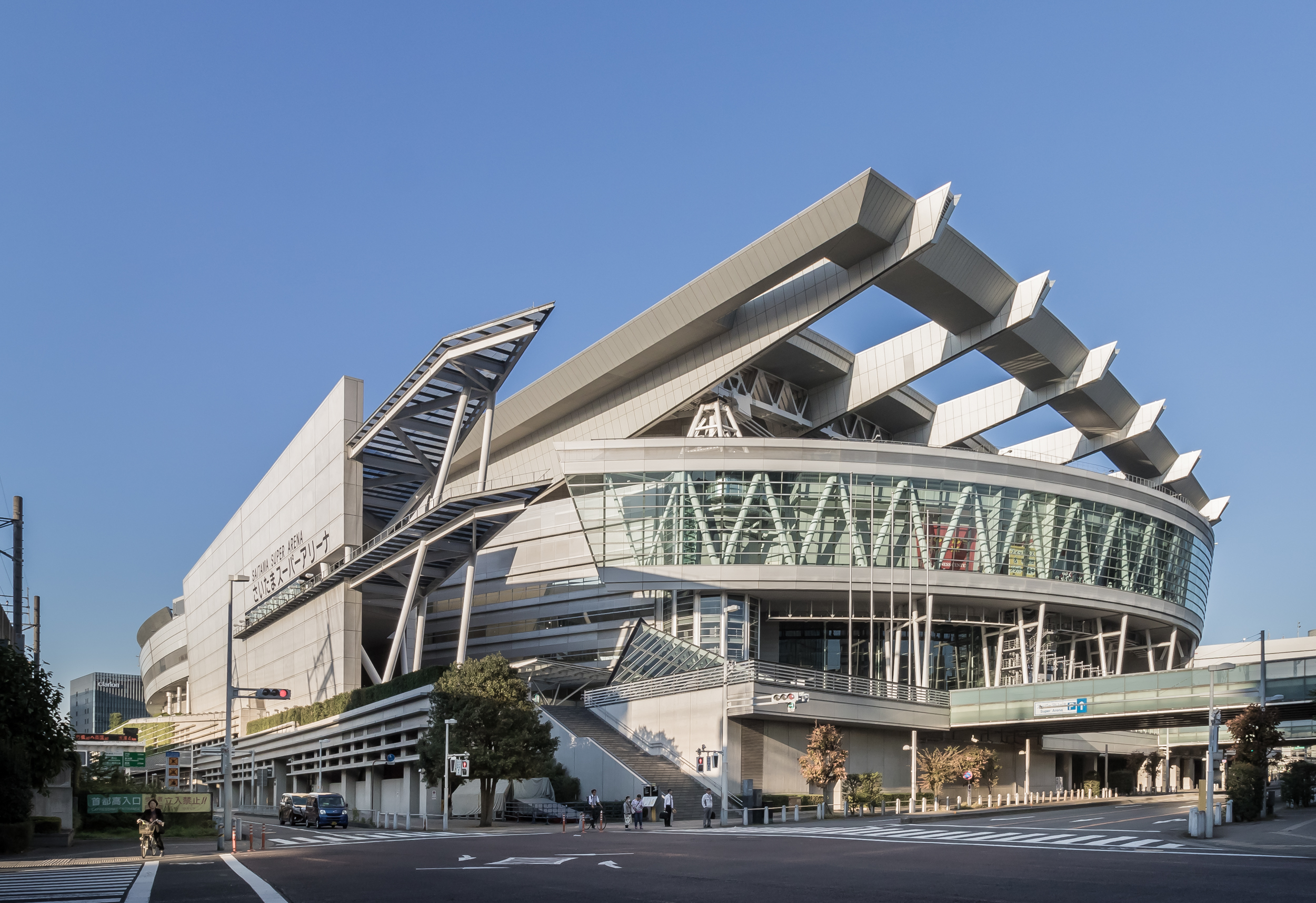
De Saitama Super Arena (2018) was de speellocatie van de basketbaltoernooien in de zaal.

Basketbal was een van de sporten die werden beoefend tijdens de Olympische Zomerspelen 2020 in Tokio. Het deelnemersveld bestond in totaal uit 352 atleten, verspreid over vier evenementen. Aan het 3×3-basketbal deden zowel bij de mannen als de vrouwen acht viertallen mee; aan beide toernooien in de zaal namen twaalf nationale ploegen van twaalf spelers deel. De wedstrijden van de zaaltoernooien werden gehouden in de Saitama Super Arena in Saitama ten noorden van Tokio, terwijl het Aomi Urban Sports Venue in het gelijknamige district in het zuiden van Tokio de speellocatie voor de 3x3-toernooien was.

## Kwalificatie

### 3×3-basketbal
Voor beide 3x3-toernooien waren acht plaatsen te verdienen. Japan was als gastland slechts verzekerd van een quotaplaats bij enkel de mannen of de vrouwen, afhankelijk van welk team hoger geklasseerd stond. De overige plaatsen waren open voor kwalificatie die voor beide geslachten verder gelijk was. De drie of vier hoogst geklasseerde landen op de wereldranglijst per 1 november 2019 kwalificeerden zich voor het olympisch toernooi, met een maximum van twee teams per continent. Daarnaast plaatsten drie landen zich voor de Spelen via het olympisch kwalificatietoernooi in maart 2020. Tot slot verdiende de winnaar van het olympisch kwalificatietoernooi ter bevordering van de universaliteit van de sport de laatste quotaplaats. Deelname aan het laatstgenoemde toernooi is enkel mogelijk voor het gastland van dat toernooi en de vijf hoogst geklasseerde landen die niet aan afgelopen twee edities van het olympisch basketbaltoernooi hebben deelgenomen (inclusief gastland Japan als dat zich nog niet geplaatst had).

#### Mannen
| Toernooi                                      | Datum          | Locatie  | Plaatsen | Gekwalificeerd               |
| --------------------------------------------- | -------------- | -------- | -------- | ---------------------------- |
| Gastland                                      | –              | –        | 1        | Japan                        |
| Olympische ranglijst                          | 1 nov. 2019    | –        | 3        | China Russische ploeg Servië |
| Internationaal olympisch kwalificatietoernooi | 26-30 mei 2021 | Graz     | 3        | Polen Nederland Letland      |
| Internationaal olympisch kwalificatietoernooi | 4-6 juni 2021  | Debrecen | 1        | België                       |
| Totaal                                        |                |          | 8        |                              |

#### Vrouwen
| Toernooi                                      | Datum          | Locatie  | Plaatsen | Gekwalificeerd                          |
| --------------------------------------------- | -------------- | -------- | -------- | --------------------------------------- |
| Gastland                                      | –              | –        | 0        | –                                       |
| Olympische ranglijst                          | 1 nov. 2019    | –        | 4        | Russische ploeg China Mongolië Roemenië |
| Internationaal olympisch kwalificatietoernooi | 26-30 mei 2021 | Graz     | 3        | Verenigde Staten Frankrijk Japan        |
| Internationaal olympisch kwalificatietoernooi | 4-6 juni 2021  | Debrecen | 1        | Italië                                  |
| Totaal                                        |                |          | 8        |                                         |

### Basketbal
Bij zowel de mannen als de vrouwen waren er twaalf plaatsen voor het olympisch basketbaltoernooi. Gastland Japan was verzekerd van deelname aan beide evenementen. Bij de mannen werden de overige elf plaatsen opgevuld door zeven landen die zich via het wereldkampioenschap van 2019 gekwalificeerd hadden en de winnaars van de vier olympische kwalificatietoernooien. Bij het wereldkampioenschap plaatsten de hoogst geëindigde landen van elk continent – en van Amerika en Europa de twee hoogst geëindigde landen – zich voor de Spelen. Bij de vrouwen kwalificeerde de wereldkampioen van 2018 zich direct. De tien resterende plaatsen werden verdeeld via vier internationale olympische kwalificatietoernooien.

#### Mannen
| Toernooi                                          | Datum                  | Locatie  | Plaatsen | Gekwalificeerd              |
| ------------------------------------------------- | ---------------------- | -------- | -------- | --------------------------- |
| Gastland                                          | –                      | –        | 1        | Japan                       |
| Wereldkampioenschap 2019                          | 31 aug. – 15 sep. 2019 | China    | 1        | Nigeria                     |
| Wereldkampioenschap 2019                          | 31 aug. – 15 sep. 2019 | China    | 2        | Argentinië Verenigde Staten |
| Wereldkampioenschap 2019                          | 31 aug. – 15 sep. 2019 | China    | 1        | Iran                        |
| Wereldkampioenschap 2019                          | 31 aug. – 15 sep. 2019 | China    | 2        | Spanje Frankrijk            |
| Wereldkampioenschap 2019                          | 31 aug. – 15 sep. 2019 | China    | 1        | Australië                   |
| Internationaal olympisch kwalificatietoernooi I   | 22 – 4 juli 2021       | Victoria | 1        | Tsjechië                    |
| Internationaal olympisch kwalificatietoernooi II  | 22 – 4 juli 2021       | Split    | 1        | Duitsland                   |
| Internationaal olympisch kwalificatietoernooi III | 22 – 4 juli 2021       | Kaunas   | 1        | Slovenië                    |
| Internationaal olympisch kwalificatietoernooi IV  | 22 – 4 juli 2021       | Belgrado | 1        | Italië                      |
| Totaal                                            |                        |          | 12       |                             |

#### Vrouwen
| Toernooi                                          | Datum             | Locatie  | Plaatsen | Gekwalificeerd                  |
| ------------------------------------------------- | ----------------- | -------- | -------- | ------------------------------- |
| Gastland                                          | –                 | –        | 1        | Japan                           |
| Wereldkampioenschap 2018                          | 22 – 30 sep. 2018 | Spanje   | 1        | Verenigde Staten                |
| Internationaal olympisch kwalificatietoernooi I   | 6 – 9 feb. 2020   | Oostende | 2        | België Canada                   |
| Internationaal olympisch kwalificatietoernooi II  | 6 – 9 feb. 2020   | Belgrado | 3        | China Zuid-Korea Spanje         |
| Internationaal olympisch kwalificatietoernooi III | 6 – 9 feb. 2020   | Bourges  | 3        | Australië Frankrijk Puerto Rico |
| Internationaal olympisch kwalificatietoernooi IV  | 6 – 9 feb. 2020   | Belgrado | 2        | Nigeria Servië                  |
| Totaal                                            |                   |          | 12       |                                 |

## Competitieschema
Hieronder volgt het competitieschema van het basketbal op de Olympische Zomerspelen 2020. De 3×3-toernooien vingen op 24 juli 2021 aan met wedstrijden in de groepsfase. De toernooien in de zaal begonnen op 25 juli voor de mannen en 26 juli voor de vrouwen. De finales van de 3×3-toernooien waren op 28 juli en die van de zaal op 7 en 8 augustus.
| GF | Groepsfase | ¼ | Kwartfinale | ½ | Halve finale | T | Troostfinale | F | Finale |

| Datum →     | 24  | 25  | 26  | 27  | 27  | 28  | 28  | 28  | 29  | 30  | 31  | 1   | 2   | 3   | 4   | 5   | 6   | 7   | 7   | 8   | 8   |     |     |     |     |
| Onderdeel ↓ | 24  | 25  | 26  | 27  | 27  | 28  | 28  | 28  | 29  | 30  | 31  | 1   | 2   | 3   | 4   | 5   | 6   | 7   | 7   | 8   | 8   |     |     |     |     |
| 3x3         | 3x3 | 3x3 | 3x3 | 3x3 | 3x3 | 3x3 | 3x3 | 3x3 | 3x3 | 3x3 | 3x3 | 3x3 | 3x3 | 3x3 | 3x3 | 3x3 | 3x3 | 3x3 | 3x3 | 3x3 | 3x3 | 3x3 | 3x3 | 3x3 | 3x3 |
| ----------- | --- | --- | --- | --- | --- | --- | --- | --- | --- | --- | --- | --- | --- | --- | --- | --- | --- | --- | --- | --- | --- | --- | --- | --- | --- |
| 3×3 Mannen  | GF  | GF  | GF  | GF  | ¼   | ½   | T   | F   |     |     |     |     |     |     |     |     |     |     |     |     |     |     |     |     |     |
| 3×3 Vrouwen | GF  | GF  | GF  | GF  | ¼   | ½   | T   | F   |     |     |     |     |     |     |     |     |     |     |     |     |     |     |     |     |     |
| Team        |     |     |     |     |     |     |     |     |     |     |     |     |     |     |     |     |     |     |     |     |     |     |     |     |     |
| Mannen      |     | GF  | GF  |     |     | GF  | GF  | GF  | GF  |     | GF  | GF  |     | ¼   |     | ½   |     | F   | T   |     |     |     |     |     |     |
| Vrouwen     |     |     | GF  | GF  | GF  |     |     |     | GF  | GF  |     | GF  | GF  |     | ¼   |     | ½   | T   | T   | F   |     |     |     |     |     |